# AC Mantova
AC Mantova is een Italiaanse voetbalclub uit Mantua, Lombardije die uitkomt in de Lega Pro B.
De club speelde zeven seizoenen in de Serie A (1961-65, 1966-68, 1971/72).
Op 27 oktober 2008 werd oud-international Alessandro Costacurta aangesteld als nieuwe coach van Mantova. Hij slaagde er niet in de resultaten te verbeteren en beëindigde het seizoen met slechts vier punten boven een degradatieplaats.

## Bekende (oud-)spelers
- Tony Alleman
- Roberto Boninsegna
- Stefano Fiore
- Gustavo Giagnoni
- Jasmin Handanovič
- Dario Hübner
- William Negri
- Carlo Nervo
- Paolo Poggi
- Ettore Recagni
- Karl-Heinz Schnellinger
- Angelo Sormani
- Giorgio Veneri
- Dino Zoff